# 嵩忠雄
嵩 忠雄（かさみ ただお、1930年4月12日 - 2007年3月18日）は日本の計算機科学者。符号理論、形式言語理論、計算理論などの分野に貢献した。

## 経歴
1930年神戸市にて生まれ、大阪大学で電気工学を学ぶ。1958年に学士、60年修士、63年大阪大学 工学博士となる。論文名は　「情報抽出および組織符号に関する研究」。 その後も1994年まで大阪大学に残り、1990年から1992年には学部長を務めた。1992年から1998年は奈良先端科学技術大学院大学情報科学研究科教授、1998年から2004年は広島市立大学の情報科学部教授を務めた。
2007年3月18日午後5時20分、すい臓がんのため大阪市中央区の病院で死去した。
嵩はIEEEフェローであり、1999年には情報理論分野で最も権威あるクロード・E・シャノン賞を受賞している。

## 受賞歴
- 1986年: 業績賞（電子情報通信学会）
- 1999年: クロード・E・シャノン賞（IEEE情報理論ソサイエティ）
- 2001年: 功績賞（電子情報通信学会）
- 2003年: 大川賞（大川電子通信基金）
- 2003年: 高柳記念賞（高柳記念電子科学技術振興財団）